# Jaguar (группа)
Jaguar — британская хеви-метал-группа из Бристоля, ставшая одним из пионеров спид-метала в генерации Новой волны британского хеви-метала (англ. New Wave of British Heavy Metal, или NWOBHM). Дебютный альбом коллектива Power Games (1983) причисляется к числу классических записей направления. Известными поклонниками Jaguar являются музыканты Metallica — ударник Ларс Ульрих и вокалист/гитарист Джеймс Хетфилд.

## История

### 1979—1985

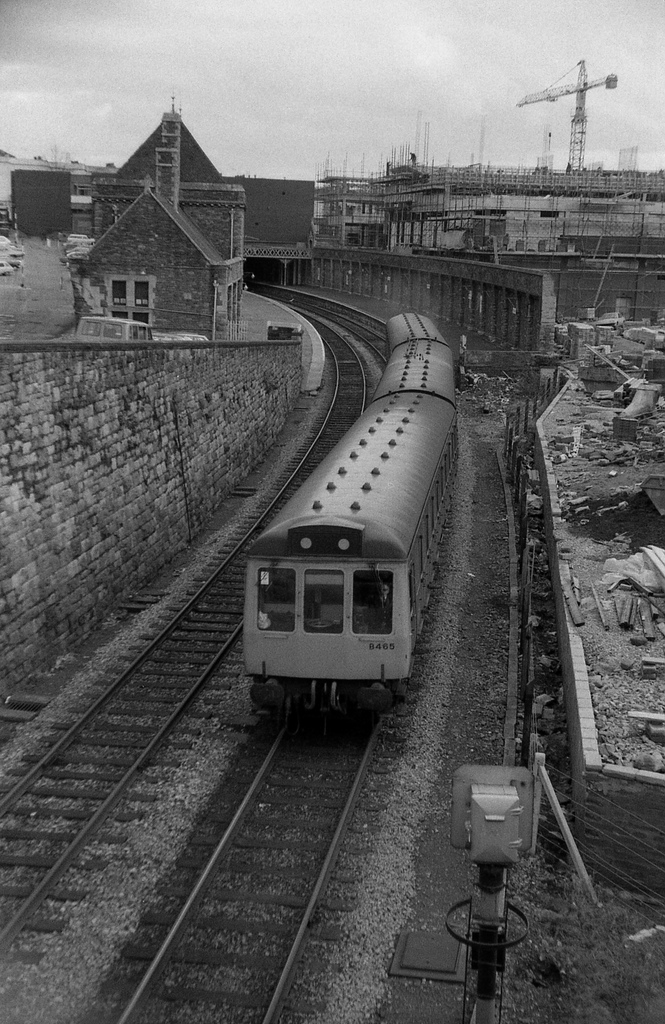
Бристоль в 1979 году

Группа была образована в декабре 1979 года гитаристом Гарри Пеппердом и басистом Джеффом Коксом. Спустя несколько месяцев к коллективу присоединился ударник Крис Лоуэлл, найденный благодаря объявлению в местной прессе. Состав Jaguar стабилизировался весной 1980 года, когда в группу пришёл вокалист Роб Рис.
Тогда же коллектив отправился в студию для записи демонстрационной ленты. Копия ленты была отослана журналу Melody Maker в качестве заявки на участие в музыкальном конкурсе Battle of the Bands, проводимом изданием. Jaguar прошли в юго-западный региональный финал, в котором заняли четвёртое место из семи команд (всего в конкурсе приняло участие более 700 групп из Юго-Западной Англии). Выступление в региональном финале Battle of the Bands стало первым концертом для недавно образованного бристольского квартета.
Затем последовали регулярные выступления в Бристоле и других местах на юго-западе Англии. В конце 1980 года коллектив записал вторую демонстрационную ленту, после чего музыканты объединили обе демоплёнки в шестипесенную кассету и наладили её коммерческое распространение через музыкальные издания вроде журнала Kerrang! (по словам Лоуэлла, за несколько месяцев ему вместе с коллегами удалось реализовать 600 копий).
Экземпляр кассеты также был отправлен мидлендскому лейблу Heavy Metal Records, который взялся сотрудничать с группой. Усилиями лейбла в сентябре 1981 года был издан сборник Heavy Metal Heroes, содержащий композицию Jaguar «Stormchild». В ноябре того же года Heavy Metal Records выпустили дебютный сингл коллектива — «Back Street Woman». Согласно Лоуэллу, за 10 недель было продано 4000 экземпляров сингла, но лейбл отказался выполнять пожелание музыкантов и допечатывать дополнительный тираж. Отказ Heavy Metal Records от перевыпуска «Back Street Woman» и разногласия по поводу авторских отчислений привели к уходу группы с лейбла.
Пройдя через разрыв контракта с фирмой звукозаписи, Jaguar вскоре расстались с Рисом. После кратковременного творческого альянса с бристольским вокалистом Энди Фоксом место у микрофонной стойки занял Пол Меррелл (ex-Hellrazer, Stormtrooper). Сценический дебют Меррелла в составе коллектива состоялся спустя пять дней после присоединения к группе, на состоявшемся в январе 1982 года нидерландском хэви-метал-фестивале (благодаря возраставшей популярности группы среди местных поклонников рок-музыки Jaguar были заявлены как хедлайнеры мероприятия). Основатель и управляющий (англ. managing director) лейбла Neat Records Дэвид Вуд лично прибыл на фестиваль, чтобы прослушать группу, и после выступления сразу на месте предложил музыкантам контракт сроком на год.
В августе 1982 года на Neat Records был выпущен второй сингл коллектива — «Axe Crazy». В заглавной композиции сингла прослеживается влияние таких групп, как Tygers of Pan Tang, Budgie, Judas Priest и Iron Maiden. Музыкальный журналист Малкольм Доум в материале для издания Kerrang! отметил, что при создании «Axe Crazy» музыкантам удалось соблюсти нужный баланс между «резким, сокрушающим умопомешательством и изощрённой мелодичностью». Другой музыкальный журналист Крис Уэлш в рецензии на сингл для того же журнала назвал «Axe Crazy» «ошеломляюще тяжёлой» композицией, в которой «постхендриксовское неистовство» гитарных партий Пепперда сочетается с выразительным вокалом Меррелла, который «кричит и орёт точно безумец с топором, испытывающий трудности с заманиванием жертвы в тёмный переулок». Уэлш также выразил уверенность, что «Axe Crazy» «предначертано судьбой стать культовой классикой».
Качество музыкального материала и сильный мелодичный голос Меррелла способствовали существенному увеличению числа фанатов Jaguar. Сингл «Axe Crazy» занял 18-е место в хит-параде Kerrang!, составлявшемся на основе данных продаж из 50 британских специализированных магазинов. Согласно Лоуэллу, Вуд рассматривал «Axe Crazy» как самый коммерчески успешный сингл Neat Records из всех, выпущенных к тому времени.
В июне 1983 года основанный Вудом лейбл выпустил дебютный полноформатный альбом Jaguar, получивший название Power Games. Согласно обозревателю интернет-портала AllMusic Эдуардо Ривадавии, в музыкальном плане альбом представляет собой нечто среднее между «драйвовым металлическим шквалом Saxon и чрезмерной скоростью прототрэша Raven». Вокал Меррелла органично вписался в звучание Power Games, отличительными чертами которого являются скоростные гитарные пассажи и яростная ритм-секция. Содержимое альбома среди прочего включает напористый открывающий номер «Dutch Connection» (посвящённый энтузиазму нидерландских фанатов группы), бодрящие композиции в типичном для движения NWOBHM духе («No Lies» и «Raw Deal»), а также пауэр-балладу «Master Game». Существенное влияние на музыкальные решения Power Games оказали другие представители NWOBHM, в особенности Raven и Iron Maiden. Альбом был хорошо принят, и вскоре Jaguar добились ощутимой популярности в континентальной Европе (в особенности это касалось Нидерландов, где коллектив регулярно выступал с гастролями).
Поворотный момент в истории группы наступил весной 1984 года, когда музыканты перешли на нидерландский независимый лейбл Roadrunner Records. Переход на другой лейбл сопровождался радикальной сменой музыкальной стилистики в сторону AOR’а и вообще более мейнстримового звучания. Новое направление нашло своё отражение на втором полноформатном альбоме Jaguar This Time, для записи которого были привлечены клавишник Ларри Доусон из американской группы Fandango и продюсер Том Доэрти. По определению Ривадавии, на This Time вместо «сырых, грубых, но в хорошем смысле захватывающих полускоростных метал-гимнов минувших дней» вниманию публики был представлен «предельно обходительный, элегантно и аккуратно спродюсированный AOR». Выбранная музыкантами стилистика, воплощённая в «сверхполированном» заглавном номере, также характеризуется интенсивным использованием синтезаторов в таких рок-композициях, как «Sleepwalker» и «Driftwood». Отдельно Ривадавия выделил песню «Last Flight» — по словам обозревателя, при должной поддержке со стороны лейбла она могла бы стать большим хитом. В целом стилистика альбома почти вплотную приблизилась к творческой манере коллективов вроде Mr. Mister, Cutting Crew и It Bites.
Резкое изменение курса развития привело к возникновению идеологических разногласий внутри группы, в результате которых ещё до выпуска This Time группу был вынужден покинуть Лоуэлл. На замену Лоуэллу был приглашён Гэри Дэвис, а уже после выхода второго альбома Jaguar стали квинтетом — состав пополнил клавишник Гарет Джонсон.
This Time не пользовался коммерческим успехом. Кроме того, альбом вызвал отрицательную реакцию со стороны поклонников хеви-метала, принявшихся обвинять коллектив в «продажности». Отзывы профильной прессы также были неблагоприятными.
Вследствие резкой смены курса сами музыканты, их менеджмент и лейбл оказались вовлечены в борьбу за восстановление популярности Jaguar. 13 апреля 1984 года в программе BBC Radio 1 Friday Rock Show прозвучали предварительно записанные версии песен из This Time — «(Nights Of) Long Shadows», «This Time», «Last Flight» и «Stand Up (Tumble Down)», но этот выпуск радиопередачи остался незамеченным слушателями. В 1984 году квинтет также провёл британский тур на разогреве у Girlschool. Попытки реанимировать группу продолжались до 1985 года (уже с новым ударником — Лесом Фостером, пришедшим из Tok-io Rose), но все они были малорезультативными, и в конце того же года Jaguar распались.
Меррелл, Пепперд и Джонсон основали AOR-проект The Arena, просуществовавший несколько лет и не снискавший признания. Кокс выступил несколько более удачно, создав продуктивный творческий альянс с гитаристом Фредом Хейлом. Тандем Кокса и Хейла ответственен за создание Targa, Escape и The Lost Boyz (The Lost Boyz даже достигли стадии публикации студийного альбома, выпустив полноформатник Diamond Dust на Communiqué Records).

### Воссоединение
В 1995 году лейбл Neat Records был продан компании Sanctuary Records, которая в том же году начала переиздавать наследие Neat Records на компакт-дисках под вывеской Neat Metal. В 1996 году представители компании вошли в контакт с бывшими участниками Jaguar по поводу грядущего переиздания Power Games в формате CD.
Параллельно бывший член дорожной команды (роуди) группы Линдон Аллен основал веб-сайт, посвящённый творчеству коллектива и вызвавший интерес среди поклонников тяжёлого рока со всего мира. Аллену также удалось связаться с большинством бывших участников Jaguar (таким образом, его веб-сайт стал неким подобием переговорной площадки, на которой музыканты могли выразить своё отношение к возможному воссоединению группы).
В 1998 году было официально объявлено о реюнионе коллектива в обновлённом составе — основатели Jaguar Пепперд и Кокс привлекли для участия в группе молодого вокалиста Джейми Мэнтона и ударника Нейтана Кокса. В 1999 году воссоединившийся коллектив выступил на фестивале Wacken Open Air (в одной обойме с Tygers of Pan Tang и Girlschool), после чего музыканты объявили о планах по выпуску альбома-возвращения на Neat Metal. Обещанный альбом был представлен публике в марте 2000 года под названием Wake Me. Согласно автору посвящённой NWOBHM энциклопедии Мальку Макмиллану, стилистически разнообразная запись начинается с нескольких «довольно современных номеров», исполненных «в полупанковском духе» и навевающих ассоциации с творчеством 3 Colours Red и Cecil. Затем следует «достаточно грувовый материал», отдалённо напоминающий репертуар Mansun и Reef. Вторая половина альбома отсылает к Jaguar образца 1982 года и содержит традиционный для группы риффаж, «электризующие» аранжировки, а также сильный вокал Мэнтона. Отдельно Макмиллан выделил композиции «Power Games», «Occasional Hell» и «Dawn Chorus».
Вскоре после выпуска Wake Me группу покинул Джефф Кокс, заменённый на Даррена Фёрза. В апреле 2003 года коллектив подписал контракт с независимым британским лейблом Angel Air Records на выпуск четвёртого студийного альбома — Run Ragged. Альбом был выпущен 14 июля того же года и ознаменовал для Jaguar полновесное возвращение к традиционному хэви-металу в традиции NWOBHM.

## Дискография
| Год  | Название                                   | Тип               | Лейбл(ы)                              |
| ---- | ------------------------------------------ | ----------------- | ------------------------------------- |
| 1980 | March 1980 Demo                            | Демолента         | Саморелиз                             |
| 1980 | December 1980 Demo                         | Демолента         | Саморелиз                             |
| 1981 | «Back Street Woman» / «Chasing the Dragon» | Сингл             | Heavy Metal Records                   |
| 1982 | «Axe Crazy» / «War Machine»                | Сингл             | Neat Records                          |
| 1983 | Power Games                                | Студийный альбом  | Neat Records                          |
| 1984 | This Time                                  | Студийный альбом  | Roadrunner Records                    |
| 2000 | Wake Me                                    | Студийный альбом  | Neat Metal                            |
| 2002 | Power Games – The Anthology                | Сборник           | Castle Music, Sanctuary, Neat Records |
| 2003 | Run Ragged                                 | Студийный альбом  | Angel Air Records                     |
| 2006 | Live in Holland 1982                       | Концертный альбом | Majestic Rock                         |
| 2007 | Archive Alive Volume 1                     | Сборник           | Majestic Rock                         |
| 2010 | Opening the Enclosure Of…                  | Сборник           | High Roller Records                   |
| 2014 | Metal X                                    | Студийный альбом  | Golden Core                           |

## Комментарии
1. ↑  Не путать с британской прогрессив-рок-группой Arena, основанной в 1995 году ударником Миком Пойнтером (ex-Marillion) и клавишником Клайвом Ноланом из Pendragon.
2. ↑  Не путать с американским хип-хоп-коллективом Lost Boyz[англ.], сформированным в 1993 году.
3. ↑  Не имеет родственных связей с Джеффом Коксом.